# Giovanni Bortolotto
Giovanni Bortolotto (Vittorio Veneto, 11 aprile 1918 – fronte russo, 30 dicembre 1942) è stato un militare italiano.
Sergente del Gruppo artiglieria alpina "Conegliano" del Corpo degli alpini, fu insignito della medaglia d'oro al valor militare alla memoria per il coraggio dimostrato in combattimento durante la Seconda battaglia difensiva del Don.

## Biografia
Nacque a Vittorio Veneto l'11 aprile 1918, figlio di Luigi, di professione agricoltore, e Rosa Maset, dove visse fino all'età di 10 anni e 8 mesi. Trasferitosi poi ad Orsago  vi rimase per altri 10 anni e 3 mesi, finché nel marzo 1939 fu arruolato nel Regio Esercito, assegnato alla specialità alpini,  "Gruppo Conegliano" del 3º Reggimento artiglieria da montagna.
Nel mese di giugno fu inviato in Albania sbarcando a Durazzo il 30 giugno dello stesso mese. Promosso artigliere scelto il 15 gennaio 1940, divenne caporale il 15 febbraio e caporal maggiore il 16 agosto dello stesso anno.
Trattenuto alle armi al completamento della ferma, iniziò le operazioni belliche il 28 ottobre, all'atto dell'attacco alla Grecia, e già qualche giorno dopo fu decorato con la Croce di guerra al valor militare. Rimase sul fronte greco, in forza alla 14ª Batteria fino al 23 aprile 1941, e fu promosso sergente il 1 dicembre successivo. Rientrò in Italia, imbarcandosi a Patrasso, il 28 marzo 1942 al seguito del reggimento, e sbarcando a Bari  il 1 aprile. Il 13 agosto successivo partì con il Gruppo "Conegliano" per il fronte orientale, in forza all'ARMIR, prendendo parte a tutte le operazioni belliche compiute dal suo reparto.
Si distinse durante la Seconda battaglia difensiva del Don, combattendo sull'ansa del fiume dove il 30 dicembre, nonostante le gravi ferite riportate, continuò a combattere sparando con il suo obice da 75/13 fino a che non cadde colpito a morte. Gli fu conferita la Medaglia d'oro al valor militare alla memoria.  Il 26 settembre 1965 gli fu intitolato il Gruppo di Orsago dell'Associazione Nazionale Alpini, e lo stesso paese gli ha dedicato una via e un cippo commemorativo.
Le sue spoglie mortali sono rientrate successivamente in Italia, e l'8 novembre 1992 sono state tumulate nel cimitero di Orsago.
Giulio Bedeschi, nel suo libro Centomila gavette di ghiaccio, racconta di lui e della sua tragica fine, chiamandolo col cognome fittizio Sguario.